# 圖雷·尼曼
圖雷·尼曼（瑞典語：Ture Nerman，1886年5月18日—1969年10月7日），是瑞典的社会主义者。除了政治活動之外，尼曼还會写诗寫歌。他還有一對双胞胎弟弟，艺术家埃纳尔·尼曼和考古学家比耶·内尔曼。

## 早年
尼曼在北雪平的工人中产家庭长大。尼曼的父亲拥有一家书店，并与一位年轻多岁的员工结婚。該名員工成为图雷和他的两个弟弟的母亲。尼曼在童年時期，在父親的書店閱讀許多書籍。 
1903年，尼曼自北雪平的一間文理中學毕业。毕业當天，他拿起学校的圣经，把它扔在穆塔拉河河里。在自传中，尼曼将此描述为他第一次的革命行动。數年之后，瑞典社会民主工人党领导人亞爾馬·布蘭廷询问他是什么使他成为社会主义者时，尼曼回答说是对宗教的质疑。 
毕业后，他搬到乌普萨拉，在乌普萨拉大学念書。

## 政治觉醒
1905年，尼曼目睹俄罗斯革命，和斯堪的纳维亚的革命性发展──挪威宣布自瑞典獨立。圖雷·尼曼受到影響，在政治上向左派激进化。他开始阅读奧古斯特·斯特林堡、列夫·托爾斯泰和愛倫‧凱 。尼曼不久就接觸马克思，开始在乌普萨拉参加社会主义青年会议。 
1907年，尼曼受徵招入伍。根据他自己的要求，尼曼接受軍醫訓練 。此間，尼曼形成了反军国主义立场。1908年，尼曼被秘密警察发现非法散佈反军国主义传单。尼曼最初被判入狱，但後被改判300克朗的罚金。尼曼父亲给他支付罰金的钱，但尼曼將其挪去充作巴黎旅行的資金。在巴黎，尼曼待了几个星期。回到瑞典后，尼曼的父亲再度寄钱支付罚款，以避免尼曼入狱。 
1909年，尼曼搬到了北部城市松茲瓦爾，担任社会民主工人党機關報《新社会》（Nya Samhället）的作家。尼曼也出版了几本诗集，其中许多是针对教会、瑞典国王和资产阶级具激进，挑衅性的诗歌。 
圖雷·尼曼加入瑞典社会民主工人党，很快与霍格伦一起採取左翼立場。尼曼成为该党反对改良主义者亞爾瑪·布蘭廷的左翼反对派領导者之一。 
1912年元旦和接下来的几周里，尼曼與其友人在德国選舉期間，前往德國跟随卡尔·李卜克内西。 

## 第一次世界大战和齊美爾瓦爾德
1912年11月，因巴尔干战争爆发，尼曼前往在瑞士巴塞尔召開的社会主义国际特别紧急会议。大会上，所有欧洲社会主義政党的领导人同意在国际上團結一起，防止任何未来的战争，主張在一个统一的国际工人阶级之下，就不再有更多的战争。 
也因此，1914年第一次世界大战的爆发，以及社会主义国际的崩溃，震惊图雷·尼曼。几乎所有欧洲社会主義政党领导人都突然支持本國资产阶级政府參與战争，并反对他们原先的社会主义盟友。工人階級在战场上杀死工人階級。 
但也有例外。卡尔·李卜克内西，在柏林的帝國議會，与党内成员投票反对德国战争信債。 
圖雷·尼曼和霍格伦代表齊美爾瓦爾德会议的瑞典─挪威成员，统一其它的国际社会主义反战运动，包含俄罗斯的列宁、季诺维也夫和托洛茨基，瑞士的罗伯特·格林，以及德国的罗莎·卢森堡、卡尔·李卜克内西。 德國代表盧森堡與李卜克內西因故不能参加會議，但发出了问候和支持。卢森堡因反战宣传而入狱，而德国军队则动员李卜克内西在前线挖掘战壕。雖然瑞典没有参加世界大战，但霍格伦回到瑞典后，也因參與国际反战运动而入狱。

## 在美国
1915年年初，齊美爾瓦爾德會議之前，尼曼在美国旅行了几个月。为了獲得旅行所需的資金，尼曼为几家瑞典报纸撰写文章。尼曼乘船抵达纽约，逗留了一小段时间，登上当时世界上最高的摩天大楼伍尔沃斯大楼的顶层。其後，乘坐特快列车穿越大陆前往旧金山，参观了1915年的世界博览会 。 
隨後，尼曼展開旅程與明尼阿波利斯和芝加哥的斯堪的纳维亚裔美国工人對談。 
此外，尼曼还花了一些时间去探访俄勒冈州阿斯托里亚的一些亲戚。 
当圖雷·尼曼在夏天返回瑞典时，霍格伦抱怨道，当瑞典社會民主工人黨內部左翼與右翼激烈的鬥爭之際，尼曼是否有需要前往美國。 

## 瑞典共产主义的诞生

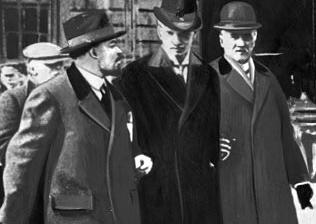
列宁，圖雷·尼曼和卡爾·林德哈根，斯德哥尔摩，1917年4月

1917年初，社会民主工人党内部左翼与右翼之间的斗争导致分裂。霍格伦和尼曼，考虑離開黨，與其他被開除的激進主義者成立自己的共產主義政黨，包含Kata Dalström、Fredrik Ström和斯德哥尔摩市长卡爾·林德哈根 。 
霍格伦是党青年组织的领导者，在瑞典社會民主左翼黨的創立上成功地團結全体社会主义者。新的党成立于1917年5月，拥有约20,000名成员。左翼黨很快就会改名，成为瑞典第一个共产党。該黨機關報為《政治報》，由其他国际共产党领导人撰写和出版文章。 
1917年4月，列宁從在瑞士的流亡返回到彼得格勒的途中，经过斯德哥尔摩。圖雷·尼曼就是在斯德哥爾摩迎接列宁并照顾他的人之一。 
列宁返回俄罗斯，随后發動十月革命。图雷·尼曼和社會民主左翼黨全力支持布尔什维克，并企圖在瑞典發動类似的共产主义革命。 
作为瑞典共产党的国际代表，尼曼与来自世界各地的共产主义者有过接触：卡爾·李卜克內西；波蘭布爾什維克黨人卡尔·拉狄克，曾在斯德哥尔摩住了一段时间；在斯德哥尔摩生活和工作的乌克兰─意大利社会主義者领袖安格里卡·巴拉巴諾夫；芬兰共产主義者于尔约·西罗拉和奧托·庫西寧多次访问斯德哥尔摩的圖雷·尼曼。 
尼曼还与美国社会主义领导人尤金·V·德布斯、約翰·里德以及美国共产主義领袖馬克斯·伊斯特曼等人通信。

## 在苏联

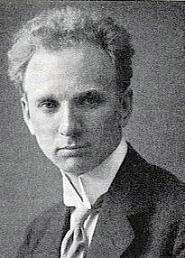
年轻的尼曼

1918年夏末，圖雷·尼曼与安格里卡·巴拉巴諾夫和Anton Nilson一起前往布尔什维克俄罗斯。  
在彼得格勒 ，尼曼受邀访问彼得格勒苏维埃領導者季诺维也夫。兩人自齊美爾瓦爾德便彼此认识。季诺维也夫问尼曼：「你什么时候在瑞典进行革命？」尼曼谦虚地回答说还没有明确的日期。翌日，尼曼参加冬宫外的集会，其中季诺维也夫和巴拉巴諾夫谈到了紅军士兵已參與內戰。 
彼得格勒的一些日子以後，尼曼前往莫斯科。在莫斯科，尼曼訪問加米涅夫夫婦。 
10月3日，尼曼参加了莫斯科大剧院的大会。演讲者包括斯維爾德洛夫，布哈林和主演人托洛茨基 。遭到枪击的列宁因傷无法出席。其間，尼曼与托洛茨基进行了简短的交谈。 
10月4日，尼曼与布哈林进行了长时间的采访。其中，布哈林表达了对世界革命和社会主义未来的乐观态度。同日，尼曼会见布尔什维克女性领导人亚历山德拉·科倫泰，未來的苏联驻瑞典大使。 
圖雷·尼曼于10月底通过芬兰群岛返回瑞典。其間，尼曼聽聞德国革命失败，以及卡尔·李卜克内西和罗莎·卢森堡遭到謀殺。 
1920年春天，圖雷·尼曼与奧托·格日姆倫一起，第二次访问俄罗斯，与列宁会面。 
夏天回到瑞典后，尼曼聽聞父亲的死讯。他的家人试图推迟葬礼，但尼曼仍然错过其父的喪禮。 
1927年，革命十周年，圖雷·尼曼再次前往俄罗斯。列宁已死，事態开始发生变化。 

## 反对史達林主义
圖雷·尼曼谴责史達林主义在俄罗斯的崛起，但当霍格伦於1924年和共产党分手时，尼曼選擇留下。该党的新领导階层由卡尔·基尔博姆和尼尔斯·弗莱格组成 。 
1929年， 共产国际确保瑞典共产党由胡戈‧希倫领导的少数史達林主义者控制 。该党的大多数成员，非史達林主义者，遭到驅除，包括圖雷·尼曼、卡尔·基尔博姆和尼尔斯·弗莱格。  少数派（史達林主义者）夺取了该党的总部及其档案，但多数派（非史達林主义者）设法控制了《政治報》 。 
在基尔博姆的领导下，大多数人试图继续经营独立于莫斯科的瑞典共产主義政党。1934年，这个党取名为社會黨。 
1931年，44岁的图雷·尼曼進入议会，作为独立的共产主義者政党代表直到1937年。 

## 在佛朗哥的西班牙
1937年，图雷·尼曼和他的朋友August Spångberg前往西班牙。此時，佛朗哥将军的国民军掌权，而内战正在蹂躏整个国家。他们经过纳粹德国，前往巴塞罗那 。 
5月3日，巴塞罗那爆发了不同的左翼团体之间的激烈战斗，尼曼等人下榻的旅館陷入持续三天的交火中。圖雷·尼曼在此第一次遇到了維利·伯蘭特。 
5月7日，巴塞罗那战斗结束。500多人死亡，1,500多人受伤。 
之后，根据共产国际的命令，世界各地的史達林主义的媒体声称，瑞典的「托洛茨基─法西斯主义者圖雷·尼曼和August Spångberg是巴塞罗那战鬥的主谋」。 
当尼曼自西班牙回到瑞典时，他在自己的社會黨遭遇混乱。 
尼尔斯·弗莱格掌权，开除了前党主席卡尔·基尔博姆。弗莱格希望圖雷·尼曼留下来，但尼曼自愿离开。 
在接下来的两年里，圖雷·尼曼没有参加任何政黨。他也在议会中失去了席位。1939年的五朔節，圖雷·尼曼重新加入瑞典社会民主工人党 。 

## 第二次世界大战
1933年4月20日，希特勒在德国掌权后的几个月，尼曼在瑞典议会中要求瑞典应该为所有想来瑞典的德国犹太人提供庇护。該議案遭到議會否決。 
当第二次世界大战在1939年爆发时，瑞典宣布中立。奧圖·尼曼在战争期间，以〈縱使如此〉(Trots allt！)一文的编辑者知名。 〈縱使如此〉的反纳粹立場引起德国驻斯德哥尔摩大使馆的愤怒。此外，〈縱使如此〉也批評瑞典政府出於对希特勒的恐惧，允许德国军队通过瑞典。 
〈縱使如此〉 的標題來自於卡尔·李卜克内西一篇文章的標題 。該文寫於1919年李卜克内西被谋杀前一天。 
最初，瑞典政府基於中立立場，不能容忍〈縱使如此〉 。许多尼曼的反战與反纳粹作品都不允许通过审查而出版。这篇文章非常受欢迎，并受到很多来自支持者的经济帮助。 
1940年，因为〈縱使如此〉，圖雷·尼曼被瑞典当局判处三个月监禁 。在該文中，尼曼声称希特勒下令在慕尼黑啤酒窖内进行1939年的轰炸和暗杀行动。 
当时，尼曼最亲密的合作者以色列‧霍姆格倫 ，也被判入狱。   
1945年5月7日，纳粹德国终于投降了。5月16日，圖雷·尼曼与流亡瑞典的挪威难民們一同前往解放後的挪威。〈縱使如此〉曾经是挪威反对纳粹占领的自由斗争的伟大支柱，并且地下受到挪威人的喜愛。 

## 晚年

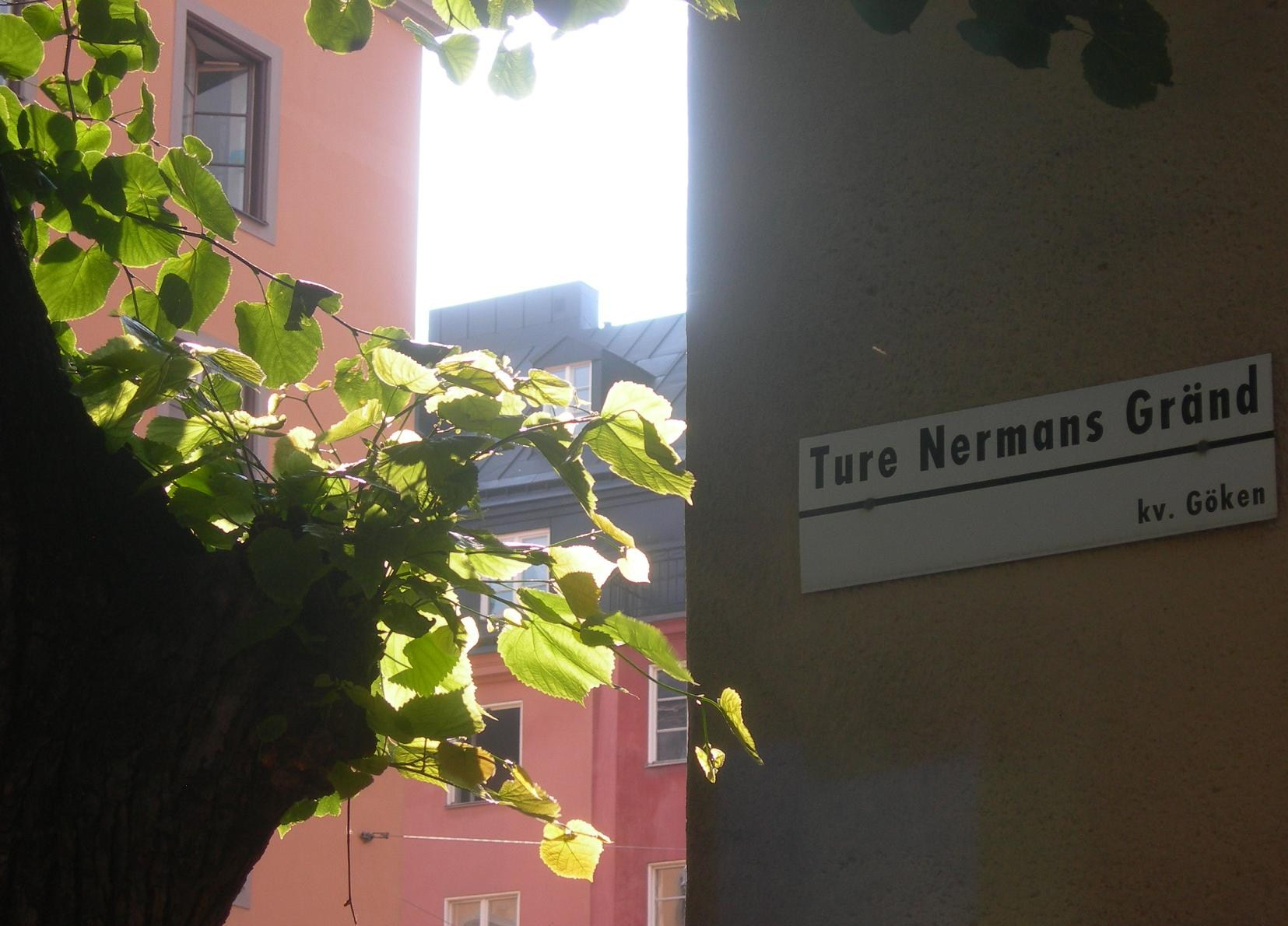
在斯德哥尔摩的圖雷尼曼巷

1946年至 1953年間，圖雷·尼曼在议会中保有席位。年满67岁時，尼曼退休。在1954年至1957年的三尼間，尼曼担任双月刊的出版人。该杂志是中情局支持的文化自由大会和瑞典文化自由委员会的出版物 。
尼曼成為瑞典加入北约的倡导者。在斯德哥尔摩群岛的布勒 ，尼曼的住家外面懸掛著锤子和镰刀的苏联国旗 ，是他早期信仰的讽刺性参考。 
1969年，圖雷·尼曼去世。 
斯德哥尔摩的国王岛上，一條小巷以圖雷·尼曼的名字命名 。挪威卑尔根的一条街道亦以尼曼的名字命名。 

## 作品
- (1918)：關於第一次大戰的研究
- ：馬克思主義觀點的人類史
- (1949)：對自列寧到史達林的國際共產主義運動的批判
- 〈縱使如此〉
- ：尼曼的美國行紀實
- ：尼曼的蘇聯行紀實
- ：尼曼德國行與齊美爾瓦爾德會議的紀實
- ：詩集